# Love Under Pressure
Love Under Pressure è un singolo del cantautore britannico James Blunt, pubblicato il 10 settembre 2021 come primo estratto dalla prima raccolta The Stars Beneath My Feet (2004-2021).

## Descrizione
Scritto da James Blunt e Jack Savoretti, il brano anticipa l'uscita del primo greatest hits del cantautore, di cui costituisce il primo singolo, nonché uno dei quattro brani inediti contenuti al suo interno, insieme a Unstoppable, Adrenaline e I Came for Love.

In un'intervista per Red magazine UK, Blunt ha rivelato di aver impiegato oltre un decennio per la sua composizione:

## Video musicale
Il lyric video del brano è stato pubblicato sul canale YouTube di Blunt in concomitanza con il lancio del singolo. Il videoclip, diretto da Michael Baldwin, è poi uscito il 17 settembre successivo. Il concept della clip è un omaggio alla "fidanzata abbandonata" di The Blues Brothers - I fratelli Blues.

## Tracce
Download digitale – 10 settembre 2021
Testi e musiche di Jack Savoretti, James Blunt.
1. Love Under Pressure – 2:45

VIZE Remix – 1º ottobre 2021
1. Love Under Pressure (Vize Remix) – 2:57
2. Love Under Pressure – 2:45

Acoustic Version – 8 ottobre 2021
1. Love Under Pressure (Acoustic) – 2:55
2. Love Under Pressure – 2:45

David Puentez Remix – 22 ottobre 2021
1. Love Under Pressure (David Puentez Remix) – 2:17
2. Love Under Pressure – 2:45